# Knut Andersson (1903–1991)
Knut Valdemar Andersson, född 16 juni 1903 i Fässbergs församling, död 24 juli 1991 i Mölndal, var en svensk fotbollsspelare.
Andersson representerade på klubbnivå Örgryte IS. Han spelade år 1927 en A-landskamp (1 mål) för Sverige.